# 波士尼亞與赫塞哥維納國家和大學圖書館

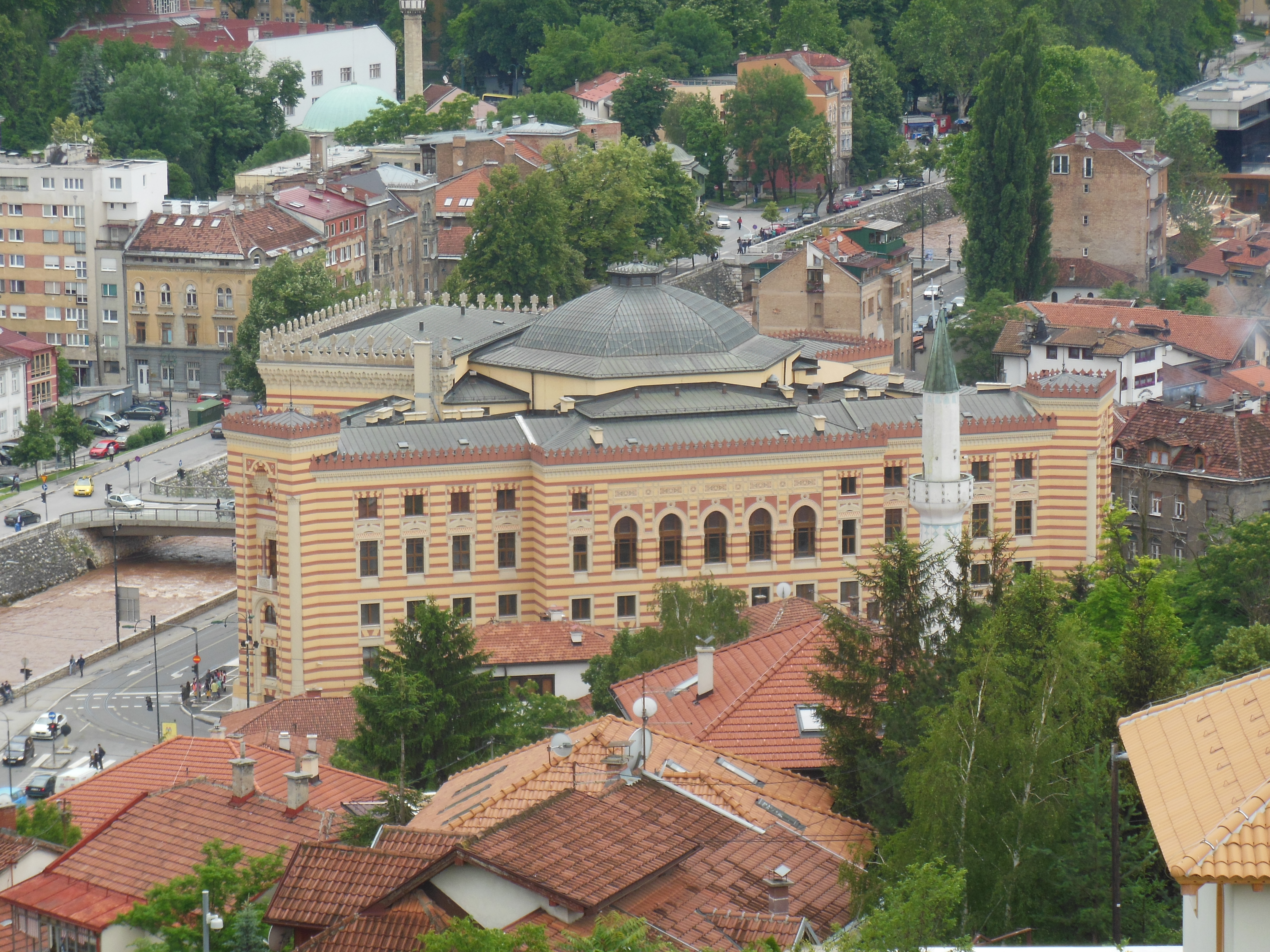
俯瞰圖書館大樓

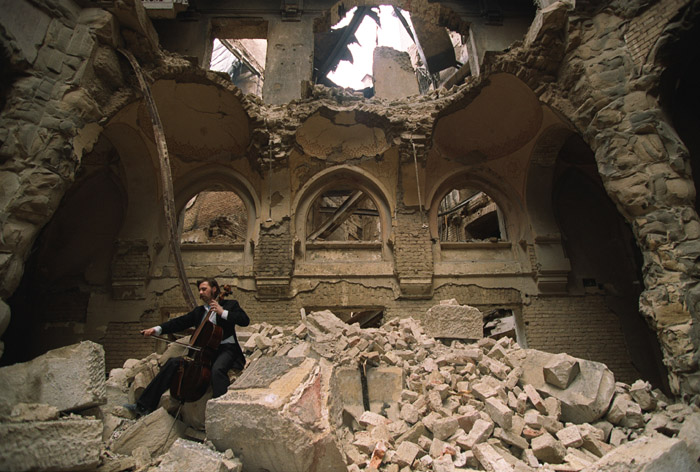
韦德兰·斯梅洛维奇在圖書館廢墟上演奏大提琴，1992

波士尼亞與赫塞哥維納國家和大學圖書館（NUBBiH，Nacionalna i univerzitetska biblioteka Bosne i Hercegovine）是波士尼亞與赫塞哥維納的國家圖書館，位於塞拉耶佛。圖書館修建於1891年，是奧匈帝國統治時期塞拉耶佛規模最大且最具代表性的建築物，當時曾是市政廳。波赫戰爭期間圖書館嚴重被毀。2014年5月9日，圖書館重新開放。

## 外部連結
- www.nub.ba — National and University Library of Bosnia and Herzegovina （页面存档备份，存于）
- Sarajevo's burned library testifies to multiethnic past （页面存档备份，存于）

43°51′33″N 18°26′00″E / 43.85917°N 18.43333°E